# Championnats d'Europe de dressage 1997
Navigation
Édition précédente Édition suivante
Les championnats d'Europe de dressage 1997, dix-huitième édition des championnats d'Europe de dressage, ont eu lieu en 1997 à Verden, en Allemagne. L'épreuve individuelle est remportée par l'Allemande Isabell Werth et l'épreuve par équipe par l'Allemagne.